# 拉戈-梅尔茨
拉戈-梅尔茨（德語：Ragow-Merz）是德国勃兰登堡州的市镇，隶属于奥得-施普雷县，总面积为43.79平方千米，截至2020年总人口为514人。